# Herb gminy Spiczyn
Herb gminy Spiczyn – symbol gminy Spiczyn.

## Wygląd i symbolika
Herb przedstawia na tarczy w polu czerwonym błękitną literę „S” i oplecioną wokół niej złotą gałązkę chmielu.